# Тихое пристанище
«Тихое пристанище» — незаконченная повесть Михаила Салтыкова-Щедрина, написанная в 1858—1863 годах. Первая глава была напечатана в 1874 году в литературном сборнике «Складчина», полностью произведение опубликовано через 20 лет после смерти автора. Повесть частично была написана во время проживания Салтыкова-Щедрина в усадьбе Витенёво.

## История
Первая глава повести «Город» была напечатана в 1874 году в литературном сборнике «Складчина», который издавался в Санкт-Петербурге в пользу людей, пострадавших от голода в Самарской губернии. Повесть считается незаконченной (либо её финал был утерян). Известно про 7 глав произведения. В своей переписке Салтыков-Щедрин называет «Тихое пристанище» то повестью, то романом. Считается, что автор начал работу над произведением в 1857—1858 годах, сделал основные правки до 1862 года и окончательную обработку текста в 1863—1865 годах. В письме к Некрасову от 8 апреля 1865 года писатель обещает привезти повесть в Петербург, но произведение так и не появляется в печати при его жизни.
Название города Срывной, в котором происходят все события в повести «Тихое пристанище», уже встречалось в «Святочном рассказе» Салтыкова-Щедрина, который был напечатан в 1858 году. В начале повести есть упоминания, что город посещает генерал Зубатов, который стал фигурировать в произведениях Салтыкова-Щедрина в период 1859—1862 годов. В сюжете упоминаются акционерные компании, которые активно развиваются в столице и в провинции. Дела акционерных компаний шли в гору свыше года и приносили очень хорошую прибыль. Эти события можно сопоставить с 1856 годом, а уже в 1857 годом начался упадок акционерных обществ. Основная часть работы над повестью завершилась в 1862 году. Работа над некоторыми местами в повести велась и в 1865 году. Главный герой повести, до того, как уехать в городе Срывной, живёт в Петербурге, смотрит оперу «Гугеноты». Эта постановка шла в действительности в Петербурге в 1862—1863 годах. В третьей главе появляется откупщик Муров.

## Описание
Действие в повести начинается в мае 1857 года. В город «Срывной» приезжает молодой человек из Петербурга, его фамилия — Веригин.
Когда Веригин оказывается в провинциальном городе Срывной, он оказывает услугу купцу Клочьеву, сообщая о ночном обыске, который у него планируют провести власти. Город Срывной расположен на высоком и обрывистом берегу судоходной речки. Упоминается, что Срывной — богатый промышленный город, окруженный лесом. В нём живёт 10 тысяч жителей. Город расположен на рубеже трех губерний: Пермской, Вологодской и Вятской. Данные характеристики могут относиться к существующему в реальности городу Слободский, который фигурировал в следовательской деятельности Салтыкова-Щедрина по делам о расколе.